# Romulo Valles

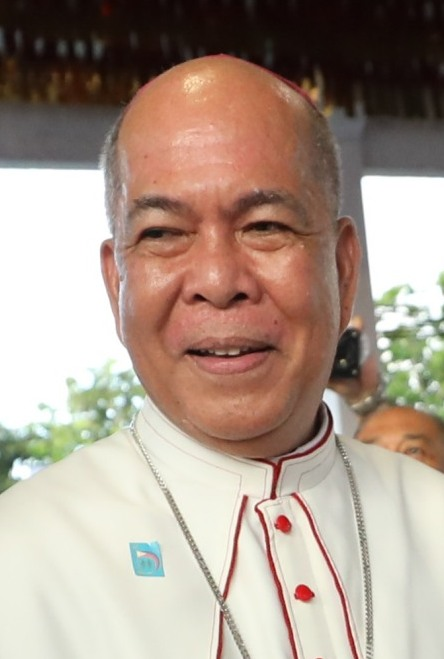
Romulo Valles in 2018

Wapen van Romulo Geolina Valles

Romulo Geolina Valles (Maribojoc, 10 juli 1951) is een Filipijnse rooms-katholieke geestelijke. Valles was van 2006 tot 2014  aartsbisschop van het Aartsbisdom Zamboanga. In 2014 werd Valles benoemd tot aartsbisschop van Davao in de Davao Region.
Valles werd tot priester gewijd op 6 april 1976. Op 46-jarige leeftijd werd hij benoemd tot bisschop van het bisdom Kidapawan. Negen jaar later, op 13 november 2006 werd Valles benoemd tot aartsbisschop van Zamboanga. Hij vervulde de functie tot hij in 2014 werd benoemd tot aartsbisschop van Davao.